# Ensemble XXI
Ensemble XXI es un grupo camerístico español formado por 10 músicos, fundado en 2000 por José Antonio Chic. Tiene su sede en el Auditorio San Francisco de Monzón, Huesca.

## Historia
Ensemble XXI es una curiosa formación camerística que, por su original combinación instrumental, la juventud de sus miembros y la originalidad de su repertorio constituye un proyecto sorprendente y único. Lo constituyen 10 músicos de las especialidades de flauta, clarinete,violín, viola, violoncello, contrabajo, guitarra y percusión.
El repertorio de Ensemble XXI es una opción diferente, atractiva y poco habitual en los circuitos de Música Clásica: incluye música y danzas del Renacimiento, Música Celta, Música étnica y de nuevas tendencias.
Todo el material es inédito y lo constituyen adapataciones, arreglos y composiciones originales de José Antonio Chic, director de la formación y profesor del Conservatorio de Monzón (Huesca) donde tiene su sede Ensemble XXI.
Músicos como Jaime Martín, Roland Dyens, Oscar Ghiglia, Julia Gallego, Santiago Juan, Ane Matxain, Alejandro Garrido… prestigiosos solistas de orquestas como la Academie of Saint Martín in the Fields o la Mahler Chamber Orquestra, han sido invitados por Ensemble XXI para trabajar en sus cursos internacionales de perfeccionamiento y Master Clases que tienen ya una importante repercusión mediática en el mundo musical.
Ensemble XXI desarrolla una importante actividad concertistica actuando en Ciclos de Conciertos y Festivales.
La edición de sus CD “Leyenda Irlandesa”, “Niebla”, “El Bosque Encantado”, “Retratos del Mar”, “Secretos de Papel” y “Postales de Verano” han obtenido una excelente acogida por parte del público la crítica.
Constituyen, realmente, un nuevo e innovador concepto tímbrico de combinación entre guitarras con otros instrumentos reconocido internacionalmente y valorado por su alto valor pedagógico. Ensemble XXI está en continua evolución y experimentación de nuevos repertorios y lleva una intensa actividad concertística en diversos Ciclos y Festivales de Conciertos.
La singularidad de Ensemble XXI ha estimulado la aparición de formaciones similares en más de 12 países diferentes.
Actualmente, prestigiosos Centros de Enseñanza Musical de todo el mundo utilizan en sus programaciones el repertorio de Ensemble XXI.
Su último trabajo discográfico titulado “Donde no muere la hierba” fue finalista a los Premios MIN 2017 de la Música Independiente Española en el apartado a Mejor Álbum de Música Clásica.
“Ensemble XXI es una aportación audaz, original e innovadora… presenta una nueva dimensión y abre nuevos horizontes a los amantes de la Guitarra”
Classical Guitar Magazine, Londres, junio de 2007
“Cualquier persona con sensibilidad musical debería ser capaz de viajar cualquier considerable distancia para experimentar el sonido de Ensemble XXI…yo lo hice”
Paul Fowles, Classical Guitar Magazine, mayo de 2009

### Plantilla
Jorge Jiménez, flauta
Elena Bosch, clarinete
Oriol Capdevila, violín
Eva Laliena, violín
David López, viola
Cristina Civera, chelo
Elena Bosque, contrabajo
David Riosalido, percusión
Ana Cambra, guitarra
José Antonio Chic, guitarra y director

### Sonido y repertorio
El repertorio de Ensemble XXI es poco habitual en los circuitos de música clásica ya que incluye música y danzas del renacimiento, música celta, baladas irlandesas y escocesas y música étnica y de nuevas tendencias. Constituye un nuevo e innovador concepto tímbrico de combinación entre guitarras y otros instrumentos reconocido internacionalmente y apreciado por su alto valor pedagógico.  
Las partituras de todas obras completas de Ensemble XXI se pueden adquirir en www.guitarinensemble.com

### Discografía
- 2001: Leyenda Irlandesa
- 2002: Niebla
- 2004: El bosque encantado
- 2006: Retratos del Mar
- 2008: Secretos de Papel
- 2010: Postales de Verano
- 2016: Donde no muere la hierba

## Repercusión
Gracias a su repercusión internacional, ha servido de modelo para la aparición de formaciones similares en más de 12 países distintos. Su música forma parte del programa didáctico de centros de enseñanza musical, prestigiosos conservatorios y universidades en países de gran tradición musical como Estados Unidos, Canadá, Bélgica, Francia, Finlandia, Noruega, Italia, Alemania… 
Reconocidas publicaciones musicales internacionales como la revista especializada Classical Guitar Magazine le han dedicado amplios reportajes, así como webs de gran repercusión en el mundo de la guitarra.

## Premios y nominaciones
2009: Nominación al premio “Altoaragonés del año″
2017: Finalista Premios MIN de la música independiente en la categoría "Mejor álbum de música clásica"

## Invitados
Prestigiosos solistas de orquestas como la Academy of Saint Martin in the Fields o la Mahler Chamber Orchestra, han sido invitados por Ensemble XXI para trabajar en su Curso Internacional de Música desarrollado en la población de Peralta de la Sal, provincia de Huesca y en Master Classes realizadas en el Conservatorio Profesional de Música "Miguel Fleta" de Monzón. Ambos tienen ya una importante repercusión mediática en el mundo musical.

### Profesores del Curso Internacional de Música
| - Flauta: Miguel Ángel Angulo Mirta González - Clarinete: Emilio Ferrando Ona Cardona Carlos García - Trompeta: José Martínez Colomina Ricardo Casañ Ingrid Rebstock | - Violin: Ane Matxain Elena Albericio Maite Larburu Luis Carlos Badía - Viola: Vicente Alamá Alejandro Garrido Natasha Nikiforova - Cello: Juan Pérez de Albéniz | - Contrabajo: Luis Cojal - Canto: María Eugenia Boix David Menéndez Assumpta Mateu - Guitarra: José Antonio Chic Letizia Guerra Oscar Ghiglia |

### Profesores de las Master Classes
| - Guitarra: Oscar Ghiglia Roland Dyens Ricardo Gallén Andrew York Joaquín Clerch (EN) - Flauta: Jaime Martín Julia Gállego - Violín: Santiago Juan - Percusión: Dimitri Psonis | - Música de cámara y dirección Oscar Ghiglia (En) Juan Pérez de Albéniz Joaquín Clerch (EN) Ricardo Gallén Andrew York Jaime Martín Julia Gállego Roland Dyens Hopkinson Smith Francesc Llongueres Abel Tomás |